# Lago Großer Wünsdorfer
El lago Großer Wünsdorfer (en alemán: Großer Wünsdorfersee) es un lago situado en el distrito rural de Teltow-Fläming, en el estado de Brandeburgo (Alemania), a una elevación de 39 metros; tiene un área de 180 hectáreas.